# Minimelanolocus bambusae
Minimelanolocus bambusae är en svampart som först beskrevs av N.D. Sharma, och fick sitt nu gällande namn av R.F. Castañeda & Heredia 2001. Minimelanolocus bambusae ingår i släktet Minimelanolocus, divisionen sporsäcksvampar och riket svampar.   Inga underarter finns listade i Catalogue of Life.